# Nurse Love Addiction
Nurse Love Addiction (白衣性愛情依存症?, Hakuisei aijō izonshō, lett. "Dipendenza amorosa da camice bianco") è una visual novel yuri pubblicata nel 2015 per PC e PlayStation Vita.

## Trama
Asuka Osachi inizia gli studi alla Teito Nursing Academy per diventare infermiera, alloggiando insieme alle altre studentesse presso il dormitorio dell'istituto. Asuka condivide la stanza con Nao, sua premurosa e inseparabile sorella minore, e sogna di diventare un'infermiera del calibro di Kaede Ohara, la principale insegnante del corso. Sin dal primo giorno di lezione l'attenzione della ragazza viene catturata da due compagne di studi dall'aspetto e dai modi molto raffinati, Sakuya Takeda e Itsuki Amato, che sono da lungo tempo amiche e amanti, e che all'inizio trattano Asuka con una certa supponenza.

## Doppiaggio
Il gioco, la cui edizione occidentale ha i testi in inglese, è doppiato in giapponese.
- Azumi Asakura – Asuka Osachi
- Ai Kakuma – Nao Osachi
- Asami Imai – Kaede Ohara
- Yumi Hara – Itsuki Amato
- Yukari Tamura – Sakuya Takeda